# Arturo Woodman Pollit
Arturo Woodman Pollit (Piura, 16 oktober 1931 – Lima, 2 juli 2023) was een Peruviaans bouwondernemer, politicus en sportbestuurder.

## Levensloop
In 1960 richtte hij samen met Gustavo Mohme Llona het bouwbedrijf Woodman & Mohme op. Het bedrijf bracht gebouwen voort als de Club Grau, het Edificio Sudamericano, de Banco Hipotecario en het gemeentehuis in Piura.
Net als Mohme, werd ook Woodman politiek actief. Tijdens de verkiezingen van 2006 was hij kandidaat voor het vicepresidentschap van Peru voor de partij Nationale Eenheid, als running mate van presidentskandidaat Lourdes Flores.
Hij was voorzitter van het Peruviaans Sportinstituut en had de organisatieleiding over de Copa América van 2004 en het Wereldkampioenschap Voetbal onder de 17 jaar van 2005.
Pollit overleed op 91-jarige leeftijd.